# 卡拉廷加
卡拉廷加是巴西米纳斯吉拉斯州的一个市镇。总面积1250.874平方公里，总人口85472人，人口密度68.3人/平方公里。